# Creative Commons
Creative Commons (скр. CC; транскр.  Кријејтив комонс — приближан превод: „заједничко креативно добро”) је непрофитна организација која се залаже да прошири распон креативних радова доступних другима да легално користе и деле. Организација је објавила неколико лиценци за ауторско право познатих као кријејтив комонс лиценце. Зависно од одабране лиценце, аутор задржава само нека (или се одриче свих) права над својим делом.

## Сврха и циљ
Кријејтив комонс даје право људима да деле, користе и надограђују свој рад, тако што ће публиковати под Кријејтив Комонс лиценцом. CC даје флексибилност (на пример, може да се изабере дозвола да се допусти само некомерцијално коришћење) и заштитите људи који користе taj рад, тако да не морају да брину о кршењу ауторских права, све док се придржавају услова који су наведени. Ако се трага за садржајем који слободно и легално може да се користи, постоји много CC лиценци које су на располагању. Постоје на стотине милиона радова од песме и видео записа до научног и академског материјала на располагању јавности за бесплатно и легално коришћење, под условима CC copyright лиценци, све више их има сваким даном.
Врсте предузећа и организација које користе CC лиценце, најпознатији су Гугл и Википедија.
За стварање ауторских права и повећање интероперабилности података, CC обезбеђује разне алате.
Идеја универзалног приступа истраживању, образовању и култури је омогућена Интернетом, али прави друштвени системи не дозвољавају увек да та идеја буде реализована. Ауторска права су настала много пре појаве Интернета а и могу направити тешким да легално обављамо радње као што су копирање, измене и објављивање на вебу. Подразумевано подешавање copyright-а захтева да све ове акције имају изричиту дозволу, која се додељује унапред, било да сте уметник, наставник, научник, библиотекар или само обичан корисник. Да би се постигла визија универзалног приступа, неко треба да обезбеди бесплатну, јавну и стандардизовану инфраструктуру која ствара равнотежу између стварности Интернета и реалности закона о ауторским правима. То је заправо сврха и циљ Кријејтив комонса.
Инфраструктура коју нуди Кријејтив комонс састоји се од скупа дозвола ауторских лиценци и алата који стварају равнотежу унутар традиционалних „all rights reserved” подешавање које copyright ствара.
Алати дају свима од појединих стваралаца до великих компанија и институција једноставан стандардизован начин да задрже ауторска права, док омогућава одређене користи од свог рада, а да за нека права задрже приступ што, чини њихов креативни, образовни, и научни садржај компатибилан. Комбинација алата и корисника је раст дигиталних добра, велика количина садржаја који могу да се копирају, дистрибуирају, све у границама ауторских права. CC лиценце су законски солидарне, глобално примењиве и одговарају потребама корисника.

## Лиценце
Све CC лиценце имају неколико важних заједничких функција. Свака лиценца помаже ствараоцима да задрже ауторска права, истовремено омогућавајући другима да копирају, дистрибуирају и направе неку корист од свог рада барем некомерцијално. Свака CC лиценца такође обезбеђује креаторима да добију заслугу за њихов рад за који заслужују. Свака CC лиценца функционише свуда широм света и траје онолико дуго колико траје ауторско право (јер су изграђени на ауторским правима). Ове заједничке карактеристике служе као основа на врху од којих креатори могу да изаберу да доделе додатне дозволе приликом одлучивања како желе њихов рад да се користи.
Creative Commons лиценцирани креатор прво треба да одговори на неколико простих питања на путу ка избору дозволе прво, да ли жели да дозволи комерцијалну употребу или не, а затим друго да ли жели да дозволи прераду дела или не. Ако креатор лиценце одлучи да дозволи прераду дела, он такође може да захтева да свако ко користи рад дели тај рад под истим условима SA (ShareAlike — дели под сличним условима) и то је један од механизма који помаже у расту дигиталних добра. ShareAlike је инспирисана од стране ГНУ-ове лиценце, коришћене од стране многих бесплатних и опен сорс софтверских пројеката.

### Три слоја лиценци
1. машински читљив слој
2. лако разумљив слој
3. уговор о лиценци

CC лиценце имају јединствену и иновативну трослојну структуру. Свака лиценца, пре свега, садржи „правни слој” састављен речником који познају и користе правници. Овај инструмент је познат под називом „уговор о лиценци” („Legal Code”).
Пошто аутори, у већини случајева, нису правници, састављен је посебан формат лиценце, речником који се лако разуме — „основни опис лиценце” („Commons Deed”). Основни опис сажето и брзо обавештава даваоце и стицаоце лиценце о најважнијим одредбама лиценце. Основни опис упућује у уговор о лиценци, али не представља саставни део тог уговора.
Трећи слој је дизајниран тако да препознаје веома важну функцију софтвера у стварању, умножавању, откривању и размени ауторских дела. Како би се посредством Интернета олакшао приступ делима лиценцираним CC лиценцама, створен је „машински читљив” слој лиценце — сажетак кључних права и обавеза сачињен у формату који софтверски системи, претраживачи и остале технологије могу да разумеју. Кријејтив Комонс развија стандардизован начин описа лиценци, који је близак рачунарима: CC Rights Expression Language (CC REL).
Налажење отворених садржаја је једна од најважнијих функција Кријејтив комонса. Можете да употребите Гугл за претраживање CC садржаја. Мултимедијални репозиторијум Викимедије, Викимедија Комонс, је једна од најбољих и највећих платформи за објављивање и коришћење дела под CC лиценцом.
Сва три слоја лиценци заједно обезбеђују разумевање правног концепта лиценце од стране аутора, корисника ауторских дела, па чак и технологија, као што је Интернет.

### Основне лиценце
- Ауторство

(Attribution — CC БY)
Ова лиценца дозвољава дистрибуцију, ремикс, прераду, као и комерцијално коришћење дела, ако/док се правилно назначава име аутора. Ово је најфлексибилнија лиценца. Употребљава се како би се, у највећој мери, дозволило коришћење дела.
- Ауторство — Делити под истим условима

(Attribution-ShareAlike — CC BY-СА)
Ова лиценца дозвољава ремикс и прераду, као и комерцијално коришћење дела, ако/док се правилно назначава име аутора и ако се прерада лиценцира под истим условима. Ова лиценца се често упоређује са „copyleft” лиценцирањем слободног софтвера или софтвера отвореног кода. Сва дела настала на основу дела лиценцираног овом лиценцом, требало би да буду лиценцирана истом лиценцом, која, поред осталог, дозвољава комерцијално коришћење. Ова лиценца се употребљава у Википедији и сличним пројектима.
- Ауторство — Без прерада

(Attributio-NoDerivs — CC BY-ND)
Ова лиценца дозвољава дистрибуцију, комерцијално и некомерцијално коришћење дела, ако/док се правилно назначава име аутора и ако се дело уопште не мења.
- Ауторство — Некомерцијално

(Attribution-Noncommercial — CC BY-NC)
Ова лиценца дозвољава ремикс, прераде, као и коришћење дела на некомерцијалан начин, ако/док се правилно назначава име аутора, с тим што прераде не морају бити лиценциране овом лиценцом.
- Ауторство — Некомерцијално — Делити под истим условима

(Attribution-Noncommercial-ShareAlike — CC BY-NC-СА)
Ова лиценца дозвољава ремикс и прераде, као и некомерцијално коришћење дела, ако/док се правилно назначава име аутора и ако се прерада лиценцира под истим условима.
- Ауторство — Некомерцијално-Без прерада

(Attribution-Noncommercial-NoDerivs — CC BY-NC-ND)
Ова лиценца је најстрожа CC лиценца и дозвољава само преузимање и дистрибуцију дела, ако/док се правилно назначава име аутора, без икаквих промена дела и без права комерцијалног коришћења дела.

## Критике

### Критика захтева
Многи критикују да су четири од шест Кријејтив Комонс лиценце ни слободне ни отворене, због ограничења која су постављена на поновну употребу. Део садржаја или података је отворен ако је неко слободан да користи, поново користи и редистрибуира-само предмет, највише да захтева да се приписује и ShareAlike.

### Приписивање
Све актуелне лиценце које нису CC0 захтевају преписивање, може бити незгодно за радове на основу више других дела.

### Фондација за слободан софтвер
Неке од Кријејтив комонс лиценци су критиковане од FSF-a оснивача Ричарда Сталмана јер, каже он „не дају свима минималну слободу” да деле некомерцијално било који публикован рад.
Мако Хилс тврди да Кријејтив комонс не успева да успостави примарни степен слободе који све Кријејтив комонс лиценце морају да задовоље и са који сви даваоци лиценци и корисници морају поштовати.